# 美馬市立長尾小学校
美馬市立 長尾小学校（みましりつ ながおしょうがっこう）は、徳島県美馬市穴吹町古宮にあった公立小学校。
児童数の減少などの理由で1987年（昭和62年）3月31日より休校となる。

## 概要
- 国道492号線を穴吹町穴吹から南下して半平山南の古宮地区古宮まで約16kmを行く。そこから八面山方面へ約1km西進すると、北又谷川と内田谷川が合流する谷間に校舎があった[1]。
- 校舎は木造の2棟。北又谷川左岸に教室、右岸に職員室や講堂などを持つ管理棟があった。2棟は一部が橋になった約40m程の渡り廊下で結ばれていた[1]。
- 清流沿いにある山の学校だった[1]。

## 基礎データ
全校生徒数
- ○人（1987年度（昭和62年度）当時）

全卒業生数　
- 3,484人（1987年度（昭和62年度）当時）[1]

所在地等
- 〒777-0007 徳島県美馬市穴吹町古宮長尾306

## 沿革
- 1886年（明治19年）10月 - 長尾簡易小学校を創立[1][2]。
- 1889年（明治22年）10月1日 - 町村制の施行により、半平山村長尾簡易小学校となる。
- 1902年（明治35年）10月 - 長尾風呂のもとに新築移転[2]。
- 1908年（明治41年）5月 - 長尾小学校に高等科第3学年を置く[2]。
- 1927年（昭和2年）6月1日 - 村名改称により、古宮村長尾小学校となる。
- 1947年（昭和22年）4月1日 - 学制改革により、古宮村長尾小学校となる[2]。
- 1955年（昭和30年）4月 - 町村合併により、穴吹町長尾小学校となる[2]。
- 1987年（昭和62年）3月31日  - 休校となる。
- 2005年（平成17年） - 町村合併により、美馬市立長尾小学校となる。

## 教育方針
「こんなこどもになろう」
一.自分で考え、迫んで実行するこども
二.進んで学び、よく考えるこども
三.よく働き、みんなのために尽くすこども
四.きまりを守り、よくつとめを果たすこども
五.健康で、よく体をきたえるこども
六.うるおいのある、美しい心のこども

## 通学区域
- 美馬市[3]
  - 穴吹町小谷
  - 穴吹町長尾
  - 穴吹町北又下
  - 穴吹町北又奥
  - 穴吹町葛生
  - 穴吹町内田下
  - 穴吹町内田奥

## 統合先小学校
- 美馬市立穴吹小学校